# Bootsector
De bootsector (soms ook bootblock genoemd) is de allereerste sector van een diskette of van een partitie van een harde schijf, Live-DVD of Live-USB. De term bootsector wordt gebruikt voor PC's, terwijl bootblock gebruikt wordt voor andere soorten computers, zoals Sun-systemen. 
De sector bevat een aantal parameters die de diskette of partitie beschrijven, en daarna een opstartprogramma (bootloader). De eerste drie bytes in de sector zijn een sprongopdracht naar het programma. 
Tijdens het opstarten (bootstrap) van de computer wordt de bootsector gelezen. Het programma in de bootsector zorgt voor het verdere opstarten.
De bootsector bevat een aantal parameters die een vaste plaats hebben. Wordt een diskette of partitie gelezen door een computer die reeds opgestart is, dan zijn deze parameters van belang. Het programma wordt in dat geval genegeerd.